# Lutjanus lunulatus
Lutjanus lunulatus és una espècie de peix de la família dels lutjànids i de l'ordre dels perciformes.

## Morfologia
- Els mascles poden assolir 35 cm de longitud total.[4][5]

## Hàbitat
És un peix marí de clima tropical i associat als esculls de corall que viu entre 10-30 m de fondària.

## Distribució geogràfica
Es troba des del nord-est de la Mar d'Aràbia fins a les Filipines i Vanuatu.